# Сервия (дем)
Сервия (на гръцки: Δήμος Σερβίων, Димос Сервион) е дем в Република Гърция, част от област Западна Македония. Центърът му е град Сервия (Серфидже).

## Селища
Дем Сервия е създаден в 2019 година след разделянето на дем Сервия-Велвендо. Дем Сервия-Велвендо пък е създаден в 2011 година след обединение на четири стари административни единици – демите Сервия, Велвендо, Камбуница (Камвуния) и община Ливадеро (Мокро).

### Демова единица Камбуница
Според преброяването от 2001 година дем Камбуница (Δήμος Καμβουνίων) с център Трановалто (Емборио) има 2257 жители и в него влизат следните демови секции и селища:
- Демова секция Трановалто

- село Трановалто (на гръцки Τρανόβαλτο)
- село Лазарадес (Λαζαράδες)
- село Фрурио (Φρούριο, старо Низиско)

- Демова секция Елати

- село Елати (Ελάτη, старо Лузяни)

- Демова секция Микровалто

- село Микровалто (Μικρόβαλτο)
- Станоски манастир (Μονή Στανού)

### Демова единица Ливадеро
Според преброяването от 2001 година община Ливадеро (Κοινότητα Λιβαδερού) има 1645 жители и в нея влиза само едно селища – Ливадеро (Мокро).

### Демова единица Сервия
Според преброяването от 2001 година дем Сервия (Δήμος Σερβίων) има 10 001 жители и в него влизат следните демови секции и селища:
- Демова секция Сервия

- град Сервия (Σέρβια, старо Серфидже)
- село Неа Лава (Νέα Λάβα, старо Лаваница)

- Демова секция Авлес

- село Авлес (Αυλές)

- Демова секция Ватилакос

- село Ватилакос (Βαθύλακκος, старо Кечелер)

- Демова секция Гулес

- село Гулес (Γούλες)

- Демова секция Имера

- село Имера (Ίμερα)
- село Авра (Αύρα)

- Демова секция Кастания

- село Кастания (Καστανιά)

- Демова секция Кранидия

- село Кранидия (Κρανίδια, старо Краник)

- Демова секция Левкара

- село Левкара (Λεύκαρα, старо Ак Сакли)

- Демова секция Месиани

- село Месиани (Μεσιανή, старо Хаджи Раханли)

- Демова секция Метаксас

- село Метаксас (Μεταξάς)

- Демова секция Нераида

- село Нераида (Νεράιδα)

- Демова секция Платаноревма

- село Платаноревма (Πλατανόρρευμα, старо Ортакьой)

- Демова секция Полирахо

- село Полирахо (Πολύρραχο, старо Рахово)
- село Просилио (Προσήλιο, старо Калдадес)

- Демова секция Родитис

- село Родитис (Ροδίτης, старо Хаджи Омурлу)
- село Кувуклия (Κουβούκλια)

- Демова секция Тригонико

- село Тригонико (Τριγωνικό, старо Делино)